# Río Orlice
El río Orlice es un río de la región checa de Hradec Králové, un afluente del río Elba, al que se une la ciudad de Hradec Králové. Tiene una longitud de 32,5 km y una cuenca hidrográfica de 2037 km². Nace en los montes del Águila (Sudetes centrales).
Fluye primero en dirección sureste, formando la frontera entre Polonia y la República Checa, y posteriormente en dirección oeste, hasta desembocar en el Elba.